# Hoey (Saskatchewan)
Pour les articles homonymes, voir Hoey (homonymie).
Hoey est un hameau fransaskois de la province de la Saskatchewan, au Canada.
Le hameau de Hoey fait partie de la municipalité rurale de Saint-Louis N°431.
Le village avait une activité dynamique jusqu'aux années 1930. Avec la Crise de 1929, l'économie s'est effondrée et le village s'est dépeuplé.
Le hameau de Hoey fut fondé par des colons métis et canadiens-français qui s'établirent dans ce territoire autour de la rivière Saskatchewan Sud.
Le village constitue avec les villes de Batoche, Saint-Laurent de Grandin, Domremy, Saint Isidore de Bellevue et Saint-Louis la municipalité rurale de Saint-Louis N°431 peuplée majoritairement de francophones Fransaskois.

## Démographie
| 2011 | 2016 |
| ---- | ---- |
| 50   | 45   |